# Замок Глюксбург
Глю́ксбург (нем. Schloss Glücksburg) — семейное гнездо династии Глюксбургов, один из важнейших памятников эпохи Возрождения на севере Германии. Находится близ датской границы, на самом севере Германии, в городе Глюксбург (земля Шлезвиг-Голштейн), в 11 км от Фленсбурга.
Замок стоит в озере на 2,5-метровом фундаменте, над поверхностью озера. Строительством заведовал опытный мастер Николаус Карис (нем.).
Строительство началось в 1582 году по приказу герцога Иоганна Шлезвиг-Гольштейна-Сондербурга (1545-1622). Замок был построен за пять лет. В середине XIX века находился во владении датского короля Кристиана IX.
С 1922 года большая часть замка была превращена в музей, где также проводятся концерты и другие культурные мероприятия. 